# Clube da Paz
Clube da Paz Ltda foi uma agremiação esportiva da cidade do Rio de Janeiro, fundada a 4 de dezembro de 2001. Possuia as cores azul e branco, seu último presidente foi Douglas Puhl.

## História
O Clube da Paz foi formado como clube-empresa criado com o compromisso de investir seus lucros em projetos sociais. Com esse intuito, é ligado à ABCPAZ, Associação Beneficente Clube da Paz, uma ONG criada para atuar nessa área, promovendo o desenvolvimento de crianças e jovens dos oito aos dezessete anos através do esporte e da cultura.
Tendo iniciado em 2001, o Projeto Clube da Paz passou a beneficiar cerca de quarenta jovens, que passaram a treinar semanalmente em campos de futebol sedidos por duas unidades do Exército que apóiam a iniciativa. Formou-se a partir daí uma equipe juvenil e outra júnior para a disputa de campeonatos.
Profissionalizou-se em 2002 para a disputa do Campeonato Estadual da Terceira Divisão daquele ano. Terminou em último no seu grupo, na fase inicial, e acabou prematuramente eliminado da competição.
Em 2003,Teve seu melhor momento como clube profissional, contratou jogadores experientes como o zagueiro Cristiano Mendonça e o volante Berg, junto ao Tiradentes clube da 1ª divisão do Ceará.Se classificou na primeira fase. Acabou eliminado da competição na fase final, em um jogo memoravél contra o E.C Costeira no estádio Nielsen Louzada (Mesquita- RJ), onde os times empataram em 1 a 1 no tempo normal. Assinalaram os gols da partida para o Costeira Betinho de cabeça aos 23 do 1º tempo e para o Clube da Paz Cristiano Mendonça de falta aos 43 do 2º tempo, Levando a decisão para os pênaltis, E.C Costeira 4 X Clube da Paz 3. No mesmo ano disputou a Taça Otávio Pinto Guimarães de Juniores, promovida pela FFERJ, mas não passou da primeira fase da competição.
Voltou em 2004 para a disputa da Terceira Divisão de Profissionais e a campanha não foi diferente da precedente. Foi novamente o último do seu grupo na fase inicial do certame e acabou eliminado.
Em 2005, decidiu não participar do campeonato. Desde então não mais retornou ao profissionalismo.

## Fonte
- VIANA, Eduardo. Implantação do futebol Profissional no Estado do Rio de Janeiro. Rio de Janeiro: Editora Cátedra, s/d.